# Melphinyet tarace
Melphinyet tarace is een vlinder uit de familie van de dikkopjes (Hesperiidae). De soort is voor het eerst wetenschappelijk beschreven als Pamphila tarace door Paul Mabille in een publicatie uit 1891.

## Verspreiding
De soort komt voor in de bossen van Guinee, Sierra Leone, Ivoorkust, Ghana, Nigeria, Kameroen, Gabon, Centraal-Afrikaanse Republiek, Congo-Brazzaville, Congo-Kinshasa en Noordwest-Tanzania.

## Waardplanten
De rups leeft op Manniophyton fulvum (Euphorbiaceae).